# National League (Irland)

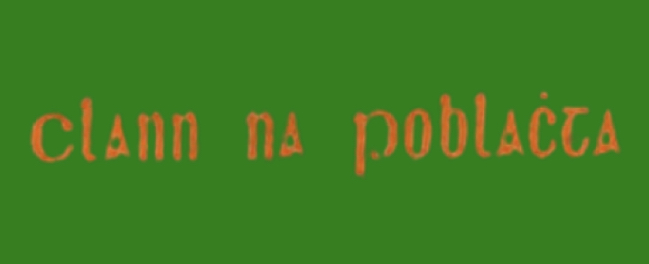
Logo der Clann na Poblachta

Die National League (Abkürzung: NL) war von 1926 bis 1931 eine politische Partei in Irland.

## Wahlprogramm
Die National League wurde 1926 von William Redmond und Thomas O’Donnell mit dem Ziel der Unterstützung des Anglo-Irischen Vertrages, dem Verbleib im British Commonwealth of Nations, einer engen Beziehung zum Vereinigten Königreich und einer strengen Haushaltspolitik.  
Dabei sollten vor allem Mitglieder der früheren Irish Parliamentary Party, aber auch der Mittelstand angezogen werden. 

## Wahlerfolge
Bei den  Wahlen im Juni 1927 gelang es der National League, acht Sitze im Dáil Éireann zu erringen. Bei der Regierungsbildung bestand unter den Abgeordneten keine Einigkeit, sodass es rasch zu Neuwahlen kam. Bei den dann folgenden Wahlen im September 1927 verlor die National League dann sechs Sitze und lediglich William Redmond und James Coburn verblieben im Dáil Éireann. 1928 meldete die National League ihren Bankrott. 1931 wurde die Partei aufgelöst. 

## Sitzverteilung
| Wahlen         | Sitze   | Veränderung | Stimmen | Abgeordnete |
| -------------- | ------- | ----------- | ------- | --- |
| Juni 1927      | 8 / 153 | +08         | 83.598  | William Redmond, James Coburn, John Horgan, Daniel McMenamin, Vincent Rice, William Duffy, John Jinks, John Keating |
| September 1927 | 2 / 147 | −06         | 18.990  | William Redmond, James Coburn                                                                                       |